# Listă de conducători de stat din 998
994 - 995 - 996 - 997 - 998 - 999 - 1000 - 1001 - 1002
Aceasta este o listă a conducătorilor de stat din anul 998:

## Europa
- Amalfi: Manso I (duce, 966-1004; ulterior, principe de Salerno, 981-983)
- Anglia: Ethelred (rege din dinastia Saxonă, 978-1013, 1014-1016)
- Anjou: Foulques al III-lea cel Negru (conte, 987-cca. 1040)
- Aquitania: Guillaume al V-lea cel Mare (duce, 990-1030)
- Armenia, statul Ani: Gaghik I (rege din dinastia Bagratizilor, 989/990-1020)
- Armenia, statul Kars: Abbas (rege din dinastia Bagratizilor, 984-1029)
- Armenia, statul Lori: David I Anhoghin (rege din dinastia Bagratizilor, 989/991-1048/1049)
- Armenia, statul Siunik: Sămbat al II-lea (rege din dinastia Bagratizilor, 963/970-cca. 998) și Vasak al II-lea (rege din dinastia Bagratizilor, cca. 998-1019)
- Armenia, statul Vaspurakan: Gurghen-Hacik (rege din dinastia Ardzruni, 983-1003)
- Austria: Henric I (margraf din dinastia Babenberg, 994-1018)
- Bavaria: Henric al IV-lea cel Sfânt (duce din dinastia Saxonă-Liudolfingii, 995-1004, 1009-1018)
- Benevento: Pandulf al II-lea (principe, 981-1014; ulterior, co-principe de Capua, 1009-1014) și Landulf al V-lea (co-principe, 987-1014; ulterior, principe, 1014-1033)
- Bizanț: Vasile al II-lea Bulgaroctonul (împărat din dinastia Macedoneană, 976-1025)
- Bosnia-Herțegovina, statul Travunja: Dragomir (conducător, înainte de 998-1018; anterior, conducător în Zahumija, înainte de 998)
- Bosnia-Herțegovina, statul Zahumija: Dragomir (conducător, înainte de 998; ulterior, conducător în Travunja, înainte de 998-1018)
- Brandenburg: Lothar von Waldeck (margraf, 985-1003)
- Bretagne: Geoffroi I (duce, 992-1008)
- Bulgaria apuseană: Samuil (țar, 997-1014)
- Burgundia: Henric I cel Mare sau cel Venerabil (duce din linia Robertină a dinastiei Capețienilor, 965-1002)
- Capua: Laidulf (principe, 993-999)
- Castilia: Sancho Garcia (conte, 995-1017)
- Cehia: Boleslav al II-lea cel Pios (cneaz din dinastia Premysl, 967 sau 972-999)
- Champagne: Etienne I (conte din casa de Vermandois, 996-1023)
- Cordoba: Abu'l-Ualid Hișam al II-lea al-Muayyad ibn al-Hakam (calif din dinastia Omeiazilor, 976-1009, 1010-1013)
- Croația: Svetoslav Suronja și Kresimir al III-lea Suronja (regi din dinastia Trpimirovic, 997-1000)
- Danemarca: Svend I Tveskaeg (rege, cca. 986-1014; ulterior, rege al Angliei, 1013-1014)
- Flandra: Balduin al IV-lea (conte din dinastia lui Balduin, 988-1035)
- Franța: Robert al II-lea cel Pios (rege din dinastia Capețiană, 996-1031)
- Gaeta: Ioan al III-lea (co-duce, 979-984; apoi, duce, 984-1008 sau 1009) și Ioan al IV-lea (co-duce, 991-1008 sau 1009; apoi, duce, 1008 sau 1009-1012)
- Germania: Otto al III-lea (rege din dinastia de Saxonia-Liudolfingii, 983-1002; ulterior, împărat occidental, 996-1002)
- Gruzia, statul Abhazia: Bagrat al II-lea (978/979-1014; ulterior, rege în Khartlia, 1001-1014; ulterior, rege al Gruziei, 1008-1014)
- Gruzia, statul Tao-Klardjet: David al II-lea cel Mare (curopalat din dinastia Bagratizilor, 990-1001) și Gurghen I (sau al III-lea) (rege din dinastia Bagratizilor, 994-1008)
- Hainaut: Regnier al IV-lea (conte, 973-1013)
- Imperiul occidental: Otto al III-lea (împărat din dinastia de Saxonia-Liudolfingii, 996-1002; totodată, rege al Germaniei, 983-1002)
- Italia: Ioan Ammiropoulos (catepan bizantin, 988-998)
- Ivrea: Arduin (margraf din familia Anscarizilor, cca. 990-1015; ulterior, rege al Italiei, 1002-1014)
- Kiev: Vladimir I Sveatoslavici (mare cneaz de Kiev, 980-1015)
- Leon: Bermudo al II-lea cel Gutos (rege, 981-999)
- Lorena Inferioară: Otto (duce din dinastia Carolingiană, 991-1006)
- Lorena Superioară: Thierry (Dietrich) I (duce din casa de Bar, 978-1026/1027)
- Luxemburg: Frederic (conte, 987-1019)
- Montferrat: Guglielmo I (margraf din casa lui Aleramo, 990-cca. 1020)
- Muntenegru, statul Zeta: Petru (Petrislav) (principe, după 976-înainte de 998) și Ioan Vladimir (înainte de 998-1016)
- Navarra: Garcia Sanchez al II-lea (rege, 994-cca. 1000)
- Neapole: Sergius al III-lea (sau al IV-lea) (duce, 977-999)
- Normandia: Richard al II-lea (duce, 996-1026)
- Norvegia: Olaf I Tryggvesson (rege, 995-1000)
- Olanda: Dirk al III-lea (conte, 993 sau 995-1039)
- Polonia: Boleslaw I cel Viteaz (cneaz din dinastia Piasti, 992-1025; rege din 1025)
- Salerno: Guaimar al III-lea (principe, 994-1027)
- Saxonia: Bernhard I (duce din dinastia Billungilor, 973-1011)
- Scoția: Kenneth al III-lea (rege, 997-1005)
- Serbia: Ljutomir (jupan din dinastia lui Tihomilj, înainte de 971-1018; mare jupan, din 998)
- Sicilia: Yusuf al-Kalbi (emir din dinastia Kalbizilor, 990-998) și Ja'far al-Kalbi (emir din dinastia Kalbizilor, 998-1019)
- Spoleto: Conrad (duce, 996-998; anterior, margraf de Ivrea, 970-cca. 990) și Ademar (duce, 998-999; ulterior, principe de Capua, 999-1000)
- Statul papal: Grigore al V-lea (papă, 996-999) și Ioan al XVI-lea (antipapă, 997-998)
- Suedia: Olof Skotkonung (rege, 994-1022)
- Torino: Manfred I (margraf din familia Arduinicilor, 977-1000)
- Toscana: Ugo cel Mare (margraf din familia Bosonizilor, 961-1001; ulterior, duce de Spoleto, 989-996)
- Toulouse: Guillaume al III-lea Taillefer (conte, 950-1037)
- Ungaria: Ștefan I cel Sfânt (conducător din dinastia Arpadiană, 997-1038; rege, din 1001)
- Veneția: Pietro Orseolo al II-lea (doge, 991-1008)
- Verona: Otto I (margraf din dinastia Saliană, 978-985, 995-1004; totodată, duce de Carintia, 978-985, 1002-1004)

## Africa
- Fatimizii: al-Hakim bi-amr Allah (Abu Ali al-Mansur ibn al-Aziz) (calif din dinastia Fatimizilor, 996-1021)
- Kanem-Bornu: Adyoma (cca. 961-cca. 1019)
- Zirizii: Nasr ad-Daula Abu Manad Badis ibn Mansur (emir din dinastia Zirizilor, 996-1016)

## Asia

### Orientul Apropiat
- Bizanț: Vasile al II-lea Bulgaroctonul (împărat din dinastia Macedoneană, 976-1025)
- Buizii din Fars și Khuzistan: Samsam ad-Daula Abu Kalidjar al-Marzuban ibn Adud al-Daula (emir din dinastia Buizilor, 990-998; anterior, emir în Kerman, 982/983-998; anterior, emir în Irak, 983-987) și Baha ad-Daula Abu Nasr Firuz ibn Adud ad-Daula (emir din dinastia Buizilor, 998-1012/1013; totodată, emir în Kerman, 998-1012/1013; anterior, emir în Irak, 989-1012/1013)
- Buizii din Kerman: Samsam ad-Daula Abu Kalidjar al-Marzuban (emir din dinastia Buizilor, 983-998; totodată, emir în Irak, 983-987; ulterior, emir în Fars și Khuzistan, 990-998) și Baha ad-Daula Abu Nasr Firuz ibn Adud ad-Daula (emir din dinastia Buizilor, 998-1012/1013; totodată, emir în Fars și Khuzistan, 998-1012/1013; anterior, emir în Irak, 989-1012/1013)
- Buizii din Hamadan și Isfahan: Șams ad-Daula Abu Tahir ibn Fahr ad-Daula (emir din dinastia Buizilor, 997-1021)
- Buizii din Irak: Baha ad-Daula Abu Nasr Firuz (emir din dinastia Buizilor, 989-1012/1013; ulterior, emir în Fars și Khuzistan, 998-1012/1013; ulterior, emir în Kerman, 998-1012/1013)
- Buizii din Ray: Madj ad-Daula Abu Talib Rustam ibn Fahr ad-Daula (emir din dinastia Buizilor, 997-1029)
- Califatul abbasid: Abu'l-Abbas Ahmad al-Kadir ibn al-Muttaki (calif din dinastia Abbasizilor, 991-1031)
- Fatimizii: al-Hakim bi-amr Allah (Abu Ali al-Mansur ibn al-Aziz) (calif din dinastia Fatimizilor, 996-1021)
- Ghaznavizii: Ismail ibn Sebuktegin (emir din dinastia Ghaznavizilor, 997-998) și Iamin ad-Daula Abu'l-Kasim Mahmud ibn Sebuktegin (emir din dinastia Ghaznavizilor, 998-1030)
- Samanizii: Abu'l-Haris Mansur al II-lea ibn Nuh (II) (emir din dinastia Samanizilor, 997-999)

### Orientul Îndepărtat
- Birmania, statul Arakan: Nga-pin-nga-ton (rege, 994-1018)
- Birmania, statul Mon: Migadeippange (rege, 994-1004)
- Cambodgea, Imperiul Kambujadesa (Angkor): Jayavarman al V-lea (Paramaviraloka) (împărat, 968-1001)
- Cambodgea, statul Tjampa: Harivarman al II-lea (rege din cea de a șaptea dinastie, 991?-999/1007)
- China: Zhenzong (împărat din dinastia Song de nord, 998-1022)
- China, Imperiul Qidan Liao: Shengzong (împărat, 982-1031)
- Coreea, statul Koryo: Mokchong (Wang Song) (rege din dinastia Wang, 998-1009)
- Ghaznavizii: Ismail ibn Sebuktegin (emir din dinastia Ghaznavizilor, 997-998) și Iamin ad-Daula Abu'l-Kasim Mahmud ibn Sebuktegin (emir din dinastia Ghaznavizilor, 998-1030)
- India, statul Chalukya apuseană: Satyașraya (sau Irivabedanga) (rege, 997-1008)
- India, statul Chalukya răsăriteană: Jata Choda-Bhima (rege, 973-999)
- India, statul Chola: Rajaraja I cel Mare (rege, 985-1014 sau 1016)
- India, statul Gurjara Pratihara: Rajyapala (rege, ?-1019) (?)
- Japonia: Ichijo (împărat, 986-1011)
- Kashmir: Didda (regentă din dinastia Parvagupta, 981-1004)
- Nepal: Udayadeva al II-lea (rege din dinastia Thakuri, cca. 998-1004 sau 1018)
- Sri Lanka: Mahinda al V-lea (sau Mahendra) (rege din dinastia Silakala, 979-1015/1027)
- Vietnam, statul Dai Co Viet: Le Hoan (Le Dai-hang Hoang-de) (rege din dinastia Le timpurie, 981-1005)

## America
- Toltecii: Matlaccoatzin (conducător, 997-1025)